# François Mathy
François Mathy (* 31. Dezember 1944 in Brüssel) ist ein ehemaliger belgischer Springreiter.
1972 startete er bei den Olympischen Spielen in München. Bei den Olympischen Spielen 1976 in Montreal gewann er sowohl im Einzel als auch mit der Mannschaft die Bronzemedaille.
Mathy betreibt einen Ausbildungs- und Handelsstall im belgischen Ort Remouchamps. Seit 2010 ist er Arbeitgeber des deutschen Meisters im Springreiten von 2012, Marc Bettinger.

## Privates
Sein Sohn François Mathy  Jr ist ebenfalls Springreiter.

## Pferde (Auszug)
- Almé Z (* 1966, † 1991), hellbrauner Selle-Français-Hengst, Vater: Ibrahim, Muttervater: Ultimate xx
- Gai Luron
- Talisman